# İlhan Parlak
İlhan Nuri Parlak, surnommé Yok (né le 19 janvier 1987 à Kayseri, Turquie), est un footballeur turc évoluant au poste d'attaquant. Il joue actuellement pour Kayserispor.

## Carrière en club
- 2004-2007 : Kayserispor  Turquie
- 2007-2009 : Fenerbahçe  Turquie
- 2009-2010 : Ankaraspor  Turquie[1]
- 2009-2010 : Ankaragücü  Turquie
- 2010- : Karabükspor